# Oryctolagus burgi
Espèce
Oryctolagus burgi est une espèce fossile de lagomorphes de la famille des Leporidae.

## Distribution et époque
Ce proche parent du Lapin de garenne actuel (Oryctolagus cuniculus) a été découvert dans la grotte Valdemino, en Italie. Il vivait à l'époque du Pléistocène.

## Taxinomie
Cette espèce a été décrite pour la première fois en 1998 par les naturalistes Giulia Nocchi et Benedetto Sala.

## Autres espèces fossiles Oryctolagus
Les espèces fossiles Oryctolagus sont :
- Oryctolagus burgi
- Oryctolagus giberti de Marfà, 2008
- Oryctolagus lacosti (Pomel, 1853)
- Oryctolagus laynensis López Martínez, 1977

## Protologue
- (en) Giulia Nocchi et Benedetto Sala, « Oryctolagus burgi n. sp. (Mammalia: Lagomorpha) from the middle Pleistocene levels of Grotta Valdemino (Borgio Verezzi, Savona, north-west Italy) », Paleontologia i evolució, nos 30-31,‎ 1997-1998, p. 19-38.